# سارة إليزابيث دويل
سارة إليزابيث دويل (بالإنجليزية: Sarah Elizabeth Doyle)‏ هي مربية أمريكية، ولدت في 22 مارس 1830 في بروفيدنس في الولايات المتحدة، وتوفيت في 21 ديسمبر 1922.